# Михаэль Прусский

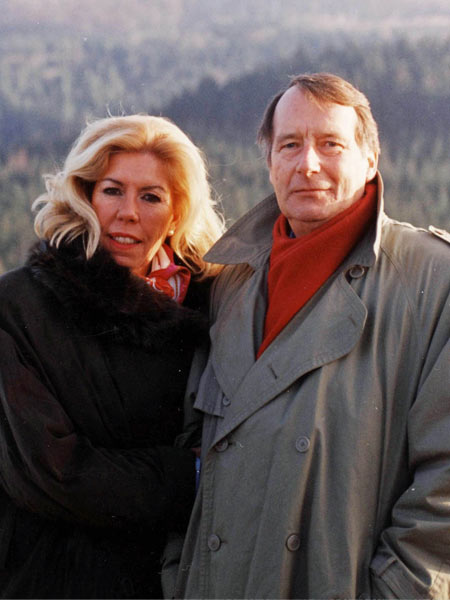
Принц Михаэль Прусский и его вторая супруга Бригитта

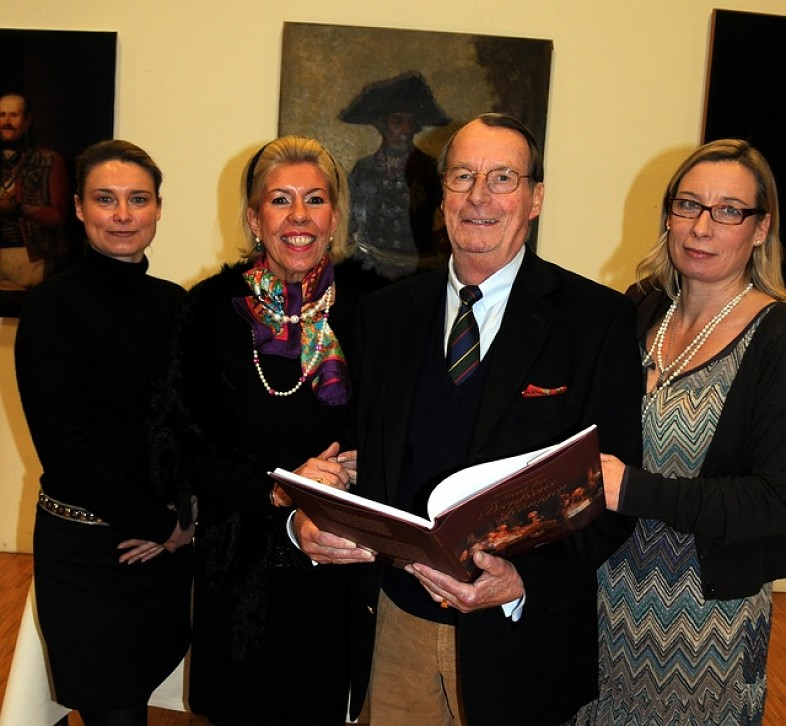
Принц Михаэль Прусский с женой Бригиттой и двумя дочерьми от первого брака, 2010 год

Принц Михаэль Прусский (нем. Michael Prinz von Preußen; 22 марта 1940, Берлин — 3 апреля 2014, Бизинген) — немецкий историк и член династии Гогенцоллернов, правившей в Германии до конца Первой мировой войны. Полное имя — Вильгельм Генрих Михаэль Луи Фердинанд Фридрих Франц Владимир.

## Биография
Родился в Берлине 22 марта 1940 года. Второй сын принца Луи Фердинанда Прусского (1907—1994) и великой княжны Киры Кирилловны Романовой (1909—1967). Братья — принцы Фридрих Вильгельм, Луи Фердинанд и Кристиан Сигизмунд. Дядя принца Георга Фридриха Прусского, главы дома Гогенцоллернов с 1994 года.
Его отец, принц Луи Фердинанд Прусский, был внуком последнего германского императора и короля Пруссии Вильгельма II, а мать, великая княжна Кира Кирилловна Романова — правнучкой российского императора Александра II Николаевича и внучатой племянницей императора Александра III Александровича.
В конце Второй мировой войны принц Луи Фердинанд с женой и детьми бежал из императорского имения Кадыны Восточной Пруссии в Бремен, где поселился в районе Боргфельд, где прошло детство принца Михаэля. Учился в Фрайбурге, затем уехал в США, где в течение ряда лет работал в Нью-Йорке, затем в Берлине в качестве торгового представителя американской авиакомпании Pan American World Airways. Михаэль Прусский также работал в финансовом секторе, по связями с общественностью и в гостиничном бизнесе, главным образом, в качестве менеджера по продажам немецкой гостиничной сети Maritim Hotel. В 1980-х годах Михаэль Прусский с женой в течение девяти лет проживал на Майорке, где он занимался рекламой для крупных компаний.
Михаэль также написал несколько книг по истории. В 1986 году принц Прусский опубликовал автобиографию «Ein Preußenprinz zu sein». Начиная с 2008 года, он написал ряд исторических произведений и участвовал в многочисленных диспутах с историками о истории дома Гогенцоллернов.
Приняв решение вступить в морганатический брак, принц Михаэль Прусский 29 августа 1966 года подписал в Бремене документ об отречении от своих прав на германский императорский и прусский королевский престолы. Его старший брат, принц Фридрих Вильгельм (1939—2015), в 1967 году также вступил в морганатический брак и отказался от претензий на несуществующий императорский престол.
После добровольного отречения от своих титулов принцев Фридриха Вильгельма и Михаэля их отец Луи Фердинанд, глава дома Гогенцоллернов (1951—1994), избрал своим преемником третьего сына Луи Фердинанда «Младшего» (1944—1977). Но 32-летний принц Луи Фердинанд скончался в 1977 году во время военных маневров бундесвера. У него остался единственный сын, принц Георг Фридрих (род. 1976), крестным отцом которого был его дядя Михаэль. Луи-Фердинанд (1907—1994) составил завещание, в котором было сказано, что принц Георг Фридрих Фердинанд имеет право официально возглавить дом Гогенцоллернов в 30-летнем возрасте, непременно женившись до этого срока на дворянке. Всеми делами династии временно вершит его дядя, принц Кристиан-Сигизмунд Прусский, младший сын Лун Фердинанда.
В 1994 году после смерти Луи Фердинанда Прусского, главы дома Гогенцоллернов, новым главой династии стал его внук, принц Георг Фридрих. Это назначение вызвало длительные споры и ссоры в доме Гогенцоллернов. О своих правах на часть наследства заявили принцы Фридрих Вильгельм и Михаэль, их поддержал младший брат Кристиан-Сигизмунд. Состояние некогда правившей династии оценивается в 20—80 млн евро. Среди прочего к нему относятся две трети родового замка Гогенцоллерн, а также дорогие произведения искусства и драгоценности.
После кончины принца Луи Фердинанда Прусского на главенство и наследство дома Гогенцоллернов стали претендовать принц Фридрих Вильгельм, который ссылался на право первенца, и Георг Фридрих — единоличный наследник по завещанию своего деда Луи Фердинанда. Кроме того, младшие братья Фридриха Вильгельма, Кристиан Сигизмунд и Михаэль, заявили, что также претендуют на законную часть наследства. Принцы Фридрих Вильгельм и Михаэль отказались от своих первоначальных отказов от главенства в доме Гогенцоллернов.
74-летний принц Михаэль Прусский скончался 3 апреля 2014 года в Бизингене (земля Баден-Вюртемберг), в окрестностях своего родового замка Гогенцоллерн, родового гнезда Гогенцоллернов в Хехингене. Через два года, его вторая жена Бригитта также умерла, совершив самоубийство.

## Браки и дети
23 сентября 1966 года принц Михаэль Прусский женился в Дюссельдорфе первым браком на католичке Ютте Йорн (род. 27 января 1943, Гиссен), дочери Отто Йорна. Супруги имел в браке двух дочерей и развелись 18 марта 1982 года:
- Принцесса Микаэла Мария Прусская (род. 5 марта 1967), муж с 2000 года Юрген Вессоли (род. 2 февраля 1961), двое детей:
  - Максимилиан Вессоли (род. февраль 2000)
  - Мария Шарлотта Вессоли (род. 15 декабря 2001)
- Принцесса Наталья Александра Каролина Прусская (род. 13 января 1970).

23 июня 1982 года вторично женился в Бад-Зодене на католичке Бригитте фон Дальвиц-Вегнер (17 сентября 1939, Кицбюэль — 14 октября 2016), дочери Ганса Виктора и Елизаветы Хейман, внучке немецкого инженера Ричарха Вегнера фон Дальвица (1873—1945), также известного как Рихард фон Дальвиц-Вегнер. У супругов не было детей.

## Книги на немецком языке
- Ein Preußenprinz zu sein. Langen, München 1986.
- Ein Preußenprinz zu sein. Lübbe (Taschenbuch), Bergisch Gladbach 1989, ISBN 3-404-61145-4.
- Auf den Spuren der deutschen Monarchien. Lingen, Köln 2008, ISBN 978-3-938323-85-4.
- Zu Gast bei Preußens Königen. Lingen, Köln 2009, ISBN 978-3-941118-29-4.
- Die Staufer: Herrscher einer glanzvollen Epoche. Lingen, Köln 2010, ISBN 978-3-941118-49-2.
- Die Preußen am Rhein: Burgen, Schlösser, Rheinromantik. Lingen, Köln 2011, ISBN 978-3-941118-99-7.
- Friedrich der Große. Lingen, Köln 2011, ISBN 978-3-941118-97-3.

## Награды
- Кавалер Ордена Черного орла, высшего ордена Прусского королевства[7].